# أحمد بن طولون
أبو العباس أحمد بن طولون (23 رمضان 220 هـ - 10 ذو القعدة 270 هـ / 20 سبتمبر 835م - 10 مايو 884م) هو أمير مصر ومؤسس الدولة الطولونية في مصر والشام من الفترة (254 هـ/868 - 270 هـ/884)، كان أحمد بن طولون والي الدولة العباسية على مصر، ثم استقل بمصر عن الخلافة العباسية، فكان أول من يستقل بمصر، كما استطاع القضاء على الحركات المعارضة له، وتمدد باتجاه الشام بعد تكليف الخليفة أبو العباس أحمد المعتمد على الله له إخماد الثورات في الشام.
قام ابن طولون بعدة أعمال في فترة حكمه، منها إنشاء مدينة القطائع، والتي اتخذها عاصمة لدولته، وكذلك بنى مسجده المعروف بمسجد أحمد بن طولون، وكان معروفا بالتدين وحسن الخلق ومجالسته العلماء، حيث كان منذ صغره متصفاً بالرزانة والولاء وحفظ القرآن والتفقه في الدين، وكان والده من أتراك القفجاق

## مولده ونشأته
في عام 835م ولد أحمد بن طولون، وترجع أصوله إلى قبيلة التغزغز التُركيَّة، وتحديدًا إلى أُسرةٍ كانت تُقيمُ في بُخارى. وكان والدهُ يدعى «طولون»، واليه نُسبت الدولة التي أسسها أحمد لاحقًا، وكان طولون مملوكًا جيء به إلى نوح بن أسد الساماني عامل بُخارى وخُراسان، فأرسلهُ بِدوره هديَّةً إلى الخليفة المأمون. مع من أُرسل من المماليك التُرك في سنة 200 هـ المُوافقة لِسنة 816م.، وقدأُعجب الخليفة المأمون كثيرًا بطولون الذي بدت عليه علامات النجابة والإخلاص، فحظي عنده، وازدادت مكانته لديه، فكلفه بوظائف عدَّة نجح في إدارتها بِشكلٍ ملحوظ، فولاه رئاسة الحرس، ولقَّبهُ بِأمير الستر، وظل طولون عشرين سنة يشغل هذا المنصب الهام. أنجب طولون عددًا من الأبناء من بينهم أحمد الذي يُكنى بِأبي العبَّاس، الذي وُلد في 23 رمضان 220 هـ المُوافق فيه 20 سبتمبر 835 في بغداد من جاريةٍ تُدعى «قاسم» ويقال «هاشم»،، ولكن حكى ابن عساكر عن بعض مشايخ مصر أن طولون لم يكن أباه، وإنما تبناه؛ لديانته، وحسن صوته بالقرآن، وظهور نجابته، وصيانته من صغره، وأن طولون اتفق له معه أن بعثه مرة في حاجته؛ ليأتيه بها من دار الإمارة فذهب، فإذا حظية من حظايا طولون مع بعض الخدم، وهما على فاحشة، فأخذ حاجته التي أمره بها، وكر راجعا إليه سريعا، ولم يذكر له شيئا مما رأى من الحظية والخادم، فتوهمت الحظية أن يكون أحمد قد أخبر طولون بما رأى، فجاءت إلى طولون فقالت: «إن أحمد جاءني الآن إلى المكان الفلاني، وراودني عن نفسي»، وانصرفت إلى قصرها، فوقع في نفس طولون صدقها، فاستدعى أحمد، وكتب معه كتابا، وختمه إلى بعض الأمراء، ولم يواجه أحمد بشيء مما قالت الجارية، وكان في الكتاب أن ساعة وصول حامل هذا الكتاب إليك، تضرب عنقه، وابعث برأسه سريعا إلي، فذهب بالكتاب من عند طولون، وهو لا يدري ما فيه، فاجتاز بطريقه تلك الحظية، فاستدعته إليها، فقال: «إني مشغول بهذا الكتاب؛ لأوصله إلى بعض الأمراء»، فقالت هلم فلي إليك حاجة، وأرادت أن تحقق في ذهن الملك طولون ما قالت له عنه، فحبسته عندها ليكتب لها كتابا، ثم استوهبت من أحمد الكتاب الذي أمره طولون أن يوصله إلى ذلك الأمير، فدفعه إليها فأرسلت به ذلك الخادم المذكور، فذهب بالكتاب إلى ذلك الأمير، فلما قرأه أمر بضرب عنق ذلك الخادم، وأرسل برأسه إلى الملك طولون، فتعجب الملك من ذلك، وقال:«أين أحمد؟»، فطلب له، فقال: «ويحك أخبرني كيف صنعت منذ خرجت من عندي»، فأخبره بما جرى من الأمر، ولما سمعت تلك الحظية بأن رأس الخادم قد أتى به إلى طولون أسقط في يديها، وتوهمت أن الملك قد تحقق الحال، فقامت إليه تعتذر، وتستغفر مما وقع منها مع الخادم، واعترفت بالحق وبرأت أحمد مما نسبته إليه، فحظى عند الملك طولون، وأوصى له بالملك من بعده، ونشأ أحمد تحت رعاية والده طولون، وبهذا فقد كان مُختلفًا عن نشأة أقرانه من أولاد العجم، فحرص على الابتعاد عن جو التُرك العابثين والآثمين، وكان يكره ويعيب كل ما يرتكبوه من مُنكرات، فاشتهر بين معارفه بالتقوى والصلاح، وبنفس الوقت بالشدَّة والقُوَّة والبأس لأنه تربى تربية عسكريَّة. ويبدو أنَّ الحاجة كانت ماسَّة في ذلك الوقت إلى ضابطٍ شابٍ يخدم في ثغر طرسوس، لهُ بأس لِقاء العدو والرغبة في الجهاد، ولهُ من التقوى ما يُناسب الجو الديني الخالص الذي شاع في المدينة، نظرًا لِلأهميَّة الإستراتيجيَّة والعسكريَّة الفريدة لِهذه المدينة الواقعة على الحُدود بين آسيا الصُغرى والشَّام، حيثُ ملتقى بلادُ المُسلمين ببلاد البيزنطيين؛ وفي نفس الوقت كان أحمد بن طولون قد طلب من الوزير عُبيد الله بن يحيى أن يكتب لهُ أرزاقهُ في الثغر سالِف الذِكر، وعرَّفهُ رغبتهُ في المقام به، فوافق على طلبه وكتب لهُ به. بناءً على هذا، خرج أحمد بن طولون إلى ثغر طرسوس وقضى فيه سنوات شبابه بعيدًا عن الوسط التُركي في العراق، وأخذ العلم والحديث والآداب عن كِبار العُلماء الطرسوسيين، كما تزوَّج وأنجب، وتطلَّع إلى الاشتراك في الصوائف التي كانت تغزو الروم، كما تعرَّف عن قُرب على الشَّام وما كانت تمتاز به من الأهميَّة العسكريَّة، ورُبما كانت أيَّامهُ الأولى فيها فاتحة طُموحه في تولِّيها مع مصر.

خطا أحمد بن طولون خُطواته الأولى نحو الشُهرة، وذلك بعد وفاة والده في سنة 240 هـ المُوافقة لِسنة 854 وهو في العشرين من عُمره. حيث فوَّض إليه الخليفة العبَّاسي المُتوكِّل ما كان لِأبيه من الأعمال العسكريَّة المُختلفة، وسُرعان ما أُتيح له أن يستولي على إمرة الثُغور ودمشق والديار المصرية. وعلى هذا الشكل فقد دخل أحمد بن طولون في خضم الحياة السياسيَّة المُضطربة آنذاك في العراق، وهو يتمتَّع باحترام التُرك وثقتهم، كما نال ثقة الخِلافة واحترامها، فكانت علاقته بِكُلٍ من الخليفتين المُتوكِّل والمُستعين جيِّدة، وقد بدأت صلته بِهذا الأخير خِلال عودته من طرسوس، عندما انضمَّ إلى قافلة تجاريَّة قادمة من بيزنطة تحملُ طرائف ومتاع روميَّة للخليفة، فأنقذها من قُطَّاع طُرقٍ أعراب تعرَّضوا لها في منطقة الرها، فاحتفظ لهُ الخليفة بالجميل ومنحهُ ألف دينار. وكان أحمد بن طولون على العكس من الكثير من قادة الحرس التُرك، يُظهرُ احترامه وتقديره للخليفة إن دخل عليه أو تحدث عنه. وعندما نُفي الخليفة إلى واسط، نتيجة صراعه مع المُعتز والتُرك، سمح له هؤلاء باصطحاب أحمد بن طولون معه، فكان رفيقه في مُعتقله، ولا شكَّ بأنَّ هذا الاختيار وقُبول التُرك به كمُرافق للخليفة، مردَّهُ إلى الثقة التي حصل عليها من الجميع. وأثبت أحمد بن طولون أنه جديرٌ بِهذه الثقة، فعامل الخليفة المُستعين بالحُسنى، ورفض طلبًا لِقبيحة، والدة المُعتز، بِقتله مُقابل تقليده واسط، وكان جوابه: 
| أحمد بن طولون | لًا يَرَانِي اللهُ أَقْتُلُ خَلِيْفَةً لَهُ فِي رَقَبَتِي بَيْعَةٌ وَأَيْمَانٌ مُغَلَّظَةٌ أَبَدًا | أحمد بن طولون |

 فسلَّم الخليفة سليمًا لِأعدائه وهو يُدركُ مصيرهُ المحتوم. وكان لِموقفه هذا الأثر الكبير في نُفوس التُرك فأعظموا فيه دينهُ وعقله، وكبُر في نظرهم، وباتوا يتطلَّعون إلى هذا الشَّاب ليتسلَّم زعامتهم، كما عُظم في أعيُن البغداديين.

## تأسيس الدولة الطولونية
لما أدخل المعتصم العباسي الأتراك إلى عصب الدولة العباسية، وولاهم معظم المناصب الكبرى، آلت إليهم الولايات العباسية، وكان بايكباك التركي من أحد أبرز العناصر التركية والذي برز على المسرح السياسي على أثر الصراع الذي انتهى بِمقتل الخليفة المُستعين وتولية المُعتز. وكان هذا القائد التُركي في مُقدِّمة القادة التُرك الذين أداروا هذا الصراع، وقد تقاسموا الأعمال والنواحي فيما بينهم. فأقطع المُعتز بايكباك أعمال مصر ونواحيها، ويبدو أنه خشي مُغادرة عاصمة الخِلافة حتَّى لا يتعرَّض للعزل، وآثر أن يبقى قريبًا من مركز السُلطة يُشارك في اتخاذ القرارات، وأناب عنهُ أحمد بن طولون في مصر، وقد فضَّلهُ على غيره لما عُرف عنه من حُسن السيرة وبِفعل قرابته له، فهو زوج أُمِّه. سار أحمد بن طولون إلى مصر بِرفقة أحمد بن مُحمَّد الواسطي، ودخلها يوم الأربعاء 7 رمضان 254هـ المُوافق فيه 15 أيلول (سپتمبر) 868م. وكانت السياسة السائدة آنذاك أن يتولَّى السُلطة في مصر أكثر من شخصٍ حتَّى يُراقب بعضهم بعضًا. فكان عامل الخِراج أحمد بن مُحمَّد بن المُدبِّر، ذو السيرة السيِّئة في المُجتمع المصري بِفعل شدَّته وقسوته، وهو من دُهاة الناس وشياطين الكُتَّاب. وكان شُقير الخادم على البريد، وهو غُلامُ قبيحة والدة المُعتز، يُراقبُ أعمال كبار المُوظفين وسُلوك النَّاس ويُعلمُ الخِلافة بذلك، وهو دائمًا يدسُّ بين هذه القوى المُتعددة، وكان بكَّار بن قُتيبة على القضاء، وعلى الإسكندريَّة إسحٰق بن دينار، وعلى برقة أحمد بن عيسى الصعيدي. وما أن استقرَّ أحمد بن طولون في الفسطاط حتَّى اصطدمت مصالحه مع هذه القوى، فساءت علاقته بابن المُدبِّر الذي حاول استقطابه بِعشرة آلاف دينار، فرفض ابن طولون الهديَّة وردَّها بِفعل أنه دخل مصر وهو مُفعم بِتطلُّعات سُلطويَّة تفوق كُلَّ حد. أدرك ابنُ المُدبِّر أنَّهُ أمام رجلٍ طموحٍ قد يُشكِّلُ خطرًا عليه، فراح يُحيكُ المُؤامرات للتخلُّص منه أو إبعاده عن مصر، فأرسل تقريرًا إلى دار الخِلافة أوضح فيه بأنَّ أحمد بن طولون رجلٌ لا يُؤتمنُ لا على ولاية مصر ولا حتَّى على طرفٍ من الأطراف واتهمهُ بأنَّهُ ينوي الاستقلال بِمصر.

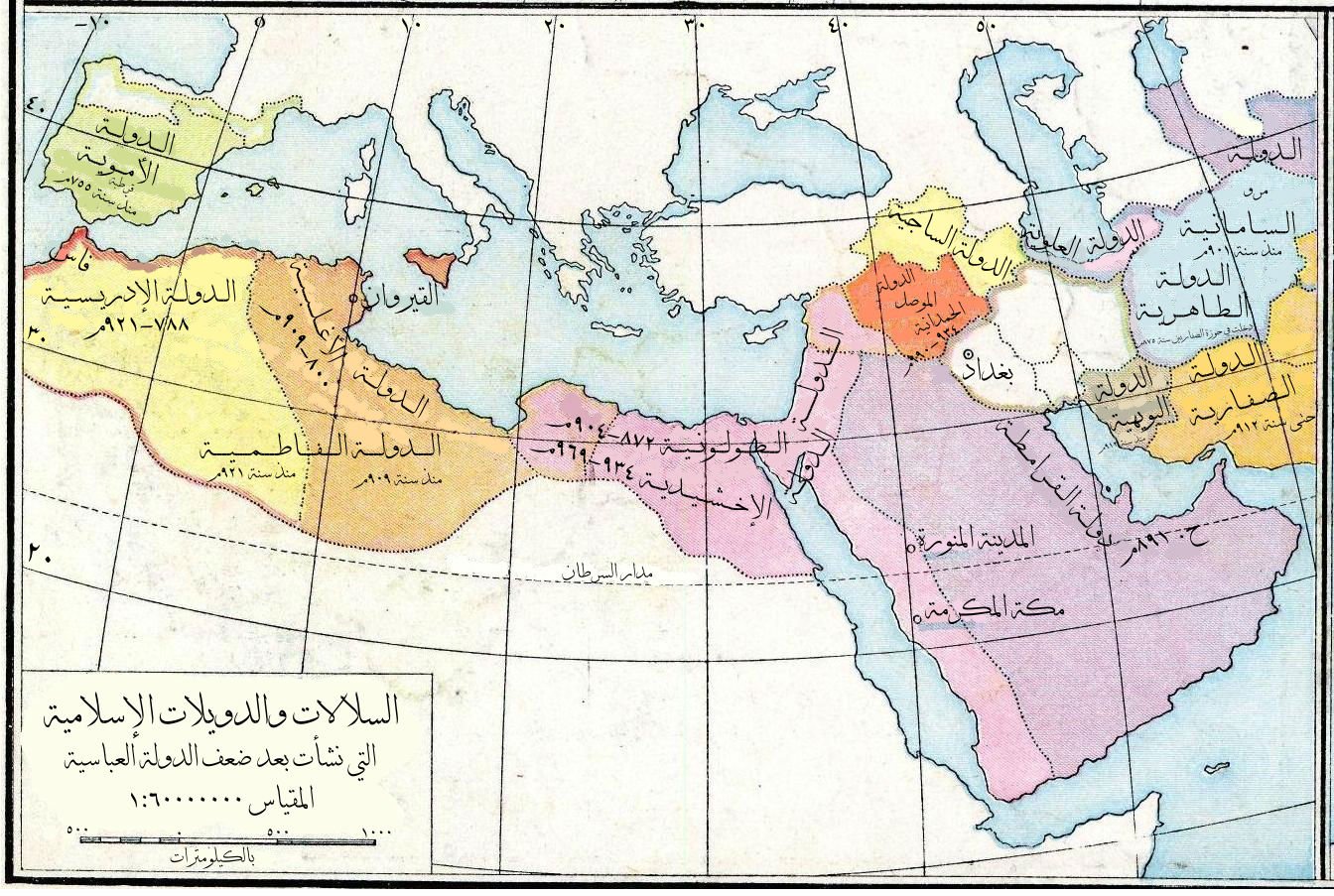
خارطة الدولة العبَّاسيَّة عند تفكُكها إلى عدَّة دُويلات، ومن بينها الدولة الطولونيَّة.

تصدَّى أحمد بن طولون لِهذه المُؤامرة التي صاغها ضدَّه ابن المُدبِّر واستقطب بعض التُجَّار في مصر والعراق، فاستخدمهم لاستمالة أولي الأمر في بغداد عن طريق بذل المال، وقد نجح في هذا المضمار حيثُ مكَّنتهُ هذه السياسة من الاستمرار في حُكم مصر على الرُغم من كثرة الوُشاة والكُتب المُتلاحقة من ابن المُدبِّر وشُقير الحاجب، كما كانت دعمًا آخر له إضافةً إلى دعم بعض القادة التُرك المُهيمنين على مُقدرات الخِلافة مثل بايكباك ويارجوخ. واستمال أحمد بن طولون الوزير الحسن بن مُخلَّد عن طريق بذل المال أيضًا، فأرسل لهُ هذا الكُتب التي كان يبعثها ابن المُدبِّر وشُقير الحاجب ضدَّه. وبهذا الأُسلوب السياسي كشف ابن طولون أعداءه واطلع على حقيقة موقفهم منه، لِذلك قرَّر التخلُّص منهم حتَّى تخلو له الساحة السياسيَّة، فاستدعى شُقير الحاجب واعتقله، ولم يستحمل الأخير هول الصدمة، فمات. التفت أحمد بن طولون بعد ذلك إلى التخلُّص من ابن المُدبِّر بِفعل خطره عليه ووُقوفه حجر عثرة في وجه مشروعاته الكُبرى في مصر، فكتب إلى الخليفة المُهتدي يطلب منه صرفه عن خراج مصر وتعيين مُحمَّد بن هلال مكانه، وهو أحد أصدقائه. ولمَّا كان بايكباك مُهيمنًا على دار الخِلافة، فقد وافق الخليفة على طلبه. وساعدت الظُروف السياسيَّة، التي حدثت في بغداد، أحمد بن طولون في تثبيت أقدامه في مصر، فقد حدث أن قُتل بايكباك في سنة 256هـ المُوافقة لِسنة 870م وخلفه القائد التُركي يارجوخ وهو ختن ابن طولون، فكتب إليه: «تسلَّم من نفسك لِنفسك»، وهي إشارة واضحة لِتسليمه مصر كُلَّها، ولكنَّهُ استثنى الخراج الذي ظلَّ بِيد أحمد بن المُدبِّر، الذي أضحى محدود السُلطة في ظل هيمنة ابن طولون والذي سار بِخُطىً ثابتة للسيطرة على الأُمور كُلها في مصر، فخرج على رأس قُوَّة عسكريَّة إلى الإسكندريَّة واستخلف طغلغ على الفسطاط وطخشي بن يلبرد على الشُرطة. وعندما وصل إليها في رمضان سنة 257هـ المُوافق فيه حُزيران (يونيو) 871م استقبلهُ عاملها إسحٰق بن دينار بالترحاب، فأقرَّهُ عليها، كما استلم برقة من أحمد بن عيسى الصعيدي، فعظُمت بِذلك منزلته وكثُر قلق ابن المُدبِّر وغمُّه. وبذلك بدأت مرحلة جديدة في تاريخ مصر. توفي يارجوخ في سنة 259هـ المُوافقة لِسنة 873م وهو صاحب إقطاع مصر الذي كان أحمد بن طولون يحكُمه بالنيابة عنه ويدعو لهُ على منابره بعد الخليفة، فأقرَّهُ الخليفة المُعتمد واليًا عليها، وبذلك أضحى حاكم مصر الشرعي من قِبل الخِلافة مُباشرةً، وتُعدُّ هذه السنة سنة تأسيس الإمارة الطولونيَّة. وفي سنة 263هـ المُوافقة لِسنة 877م، ورد كتاب المُعتمد إلى أحمد بن طولون يطلب منه إرسال خراج مصر، فردَّ عليه قائلًا: «لستُ أُطيقُ ذلك والخراجُ بِيد غيري»، فما كان من المُعتمد عندئذٍ إلَّا أن قلَّدهُ خراج مصر وولَّاهُ إمرة الثُغور الشَّاميَّة على أثر اضطراب أوضاعها. فأضحى بذلك سيِّد الديار المصريَّة كُلَّها والمُشرف العام على جميع أعمالها العسكريَّة والإداريَّة والقضائيَّة والماليَّة، وقام بِضرب الدينار الأحمدي رمزًا لِهذا الاستقلال.، وبذلك تم إعلان الدولة الطولونية، وهي إحدى الدول المستقلة عن الدولة العباسية، وتمثِّل الدولة الطولونية أول تجربة حكم محلي تحكم فيه أسرة أو دولة حكمًا مستقلاًّ عن حكومة الخلافة العباسية المركزية، حيث تعاقب عليها عدد من أفراد أسرة ابن طولون حتى تم إنهاء الدولة الطولونية على يد محمد بن سليمان الكاتب.

## أعماله

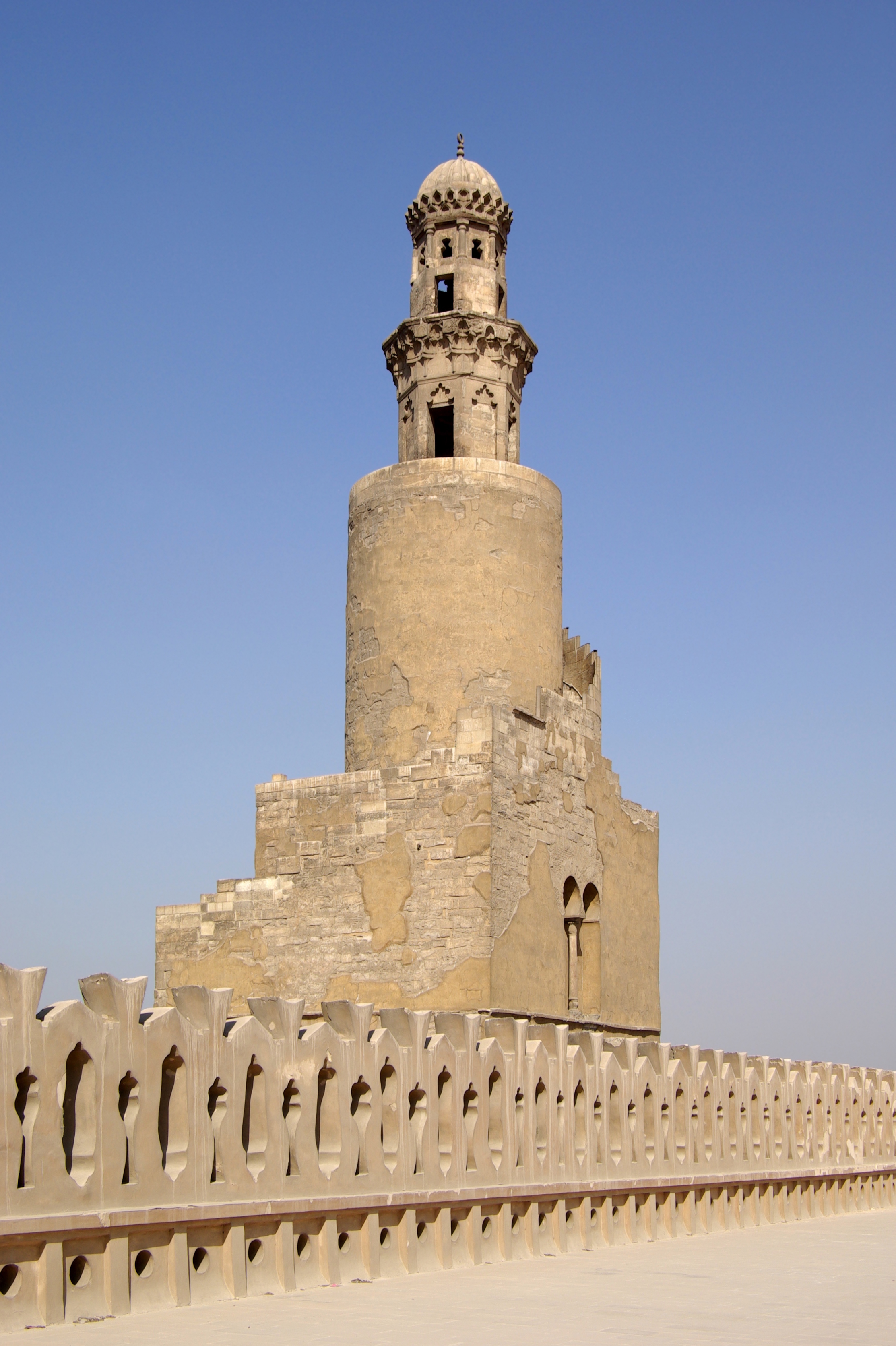
صورة لمئذنة مسجد أحمد بن طولون

استطاع أحمد بن طولون استغلال موارد مصر استغلالا حكيما، فاستطاع إقامة نهضة شاملة في مصر، وتمثلت في الآتي:

### العمارة

#### بناء القطائع
لما رأى ابن طولون الفسطاط والعسكر تضيقان عنه وعن جنوده، فكر في بناء عاصمة جديدة وسماها القطائع، فبناها متأثراً ببهاء سامراء التي نشأ بها.
واختار أحمد بن طولون لمدينته المنطقة الممتدة ما بين جبل يشكر وسفح جبل المقطم حيث حرص على أن تقوم المدينة الجديدة على مرتفع من الأرض لتبرز على سائر المجموع العمراني بمصر، وبعد تأسيس المدينة أنشأ فيها أحمد بن طولون قصره الضخم وجامعه الشامخ ودارا للأمارة بجوار جامعه وكان بينهما ساحة فسيحة كانت ملعبا له ولقادة الجيش، كما أنشأ المستشفيات والبيوت.
وقد قسمت المدينة إلى أقسام سمي كل منها قطيعة وكانت كل قطيعة تسمى باسم الطائفة التي تسكنها فكان قواد الجيش يقيمون في قطيعة خاصة بهم وأرباب الصناعات والتجار في قطيعة أخرى وأصحاب الحرف في قطيعة خاصة بهم ولهذا سميت المدينة بالقطائع، وتشغل القطائع القديمة من أحياء القاهرة الحالية أحياء السيدة زينب والقلعة والدرب الأحمر والحلمية.

#### قصر أحمد بن طولون
أنشأ أحمد بن طولون قصره في موقع ميدان القلعة الحالي وقد اندثر تماماً، وقد بدأ في بنائه في (شعبان 256 هـ/ يوليو 870) ويُحكى من ضخامته أنه كان له أربعون باباً، كان القصر بمثابة نواة لمدينة القطائع، وقد حول ابن طولون السهل الواقع بين القصر والجبل إلى ميدان كبير يضرب فيه بالصوالجة، وكان للقصر عدة أبواب منها باب الميدان الكبير وكان منه دخول الجيش وخروجه، وباب الخاصة، وباب الجبل الذي يلى جبل المقطم، وباب الحرم، وباب الدرمون وباب دغناج وسميا كذلك نسبة إلى حاجبين بهذين الاسمين كانا يجلسان أمامهما، وباب الساج لأنه كان مصنوعًا من خشب الساج، وباب الصلاة الذي يخرج منه ابن طولون للصلاة وكان على الشارع الأعظم وكان يعرف أيضًا بباب السباع.
وتحفل القاهرة بقليل من الآثار الطولونية الأخرى كالبيت الطولوني القائم بمنطقة المدابغ بمصر القديمة، وأنه كان يتميز بوجود سلالم خارجية.

#### مسجد التنور
شيَّد أحمد بن طولون مسجدًا آخر على جبل يشكر يعرف بمسجد التنور، ويذكر المؤرخون أن مسجد التنور هو موضع تنور فرعون، كان يوقد له عليه، فإذا رأوا النار علموا بركوبه فاتخذوا له ما يريد، وكذلك إذا ركب من عين شمس، ويقال: إن تنور فرعون لم يزل في هذا الموضع بحاله إلى أن خرج إليه قائد من قواد أحمد بن طولون فهدمه وحفر تحته، ويبدو أنه كان يظن أنَّ هناك مالاً مدفونًا تحته ولكنه لم يجد شيءًا. وقد بنى أحمد بن طولون لهذا الجامع مئذنة، كانت تستعمل فيها النيران ليلاً لهداية الناس.

#### جامع أحمد بن طولون
يعد جامع أحمد بن طولون من أشهر جوامع مصر، وهو أشهر أعمال أحمد بن طولون وعن الرواية التي أُثر أنه بسببها قرر ابن طولون بناء المسجد، يحكي كتاب «القاهرة: جوامع وحكايات»، أن ابن طولون كان يصلي في مسجد شديد الضيق، ولهذا قرر أن يبني المسجد، وهناك حلم من أحلام أحمد بن طولون، ربما كان سببا في بناء واحد من أهم مساجد القاهرة، مسجد أحمد بن طولون، حيث رأي ابن طولون أن الله تعالى تجلى لجميع القصور المحيطة بموضع جامعه، ولم يتجلى للجامع، ففسر له المفسرون «يخرب ما حول الجامع، ويبقى قائما وحده»، وعندها بني المسجد، وبعد بنائه رأي ابن طولون حلما آخر أن نارا عظيمة التهمت المسجد، فبشره المفسرون لما قص عليهم الحلم أنه تقبل من الله، حيث كان النار رمزا لقبول القربان في الماضي، ويُعتبر جامع أحمد بن طولون شيخ جوامع القاهرة بلا نزاع، إذ أنه أقدم مسجد باقي على حالته الأصلية بشكل كامل مع بعض الإضافات المملوكية، على عكس جامع عمرو بن العاص الذي محت التجديدات والتوسعات معالمه الأصلية تماماً، وقد أنشأه الأمير أحمد بن طولون في الفترة بين عامي 263 هـ ـ 265 هـ، وقد أنفق أحمد بن طولون 120 ألف دينار في بنائه على مساحة ستة أفدنة ونصف، ويشعر زائره برهبة وخشوع عظيم، ومما يسترعى انتباه الزائر مئذنة الجامع بمظهرها الفريد في العمارة الإسلامية بمصر وهذه المئذنة تتألف من قاعدة مربعة تقوم عليها ساق أسطوانية يلتف حولها من الخارج سلم دائري لولبى عرضه 90 سم، ويعلو الساق الأسطوانية للمئذنة طابقان مثمنان تتوسطهما شرفة بارزة تحملها مقرنصات، وهذان الطابقان المثمنان من الطراز المعمارى الشائع في عصر المماليك.
ولقد بنى هذا المسجد مهندس مسيحي يدعي سعيد بن كاتب الفرغاني، وقد قال له أحمد بن طولون: أريد مسجد إذا احترقت مصر بقى وإذا غرقت بقى، وبالفعل حدث هذا عندما غزت الدولة العباسية مصر في أواخر عهد موسى هارون وسوا القطائع بالأرض ولم يبق منها سوى هذا المسجد.

### البيمارستان العتيق
يُعد البيمارستان الطولوني من أوائل المستشفيات الإسلامية في مصر، وقد أسّسه أحمد بن طولون، مؤسس الدولة الطولونية، عام 259هـ / 872م في مدينة القطائع (القاهرة حاليًا). كان هذا المستشفى نموذجًا متقدمًا في الرعاية الصحية المجانية، حيث ضم أقسامًا متخصصة وأطباء مهرة، مما جعله أحد أهم البيمارستانات في عصره، وكانت فيه خزانة كتب تحوي ما يزيد على 100 ألف مجلد في سائر العلوم.

### المجال الاقتصادي

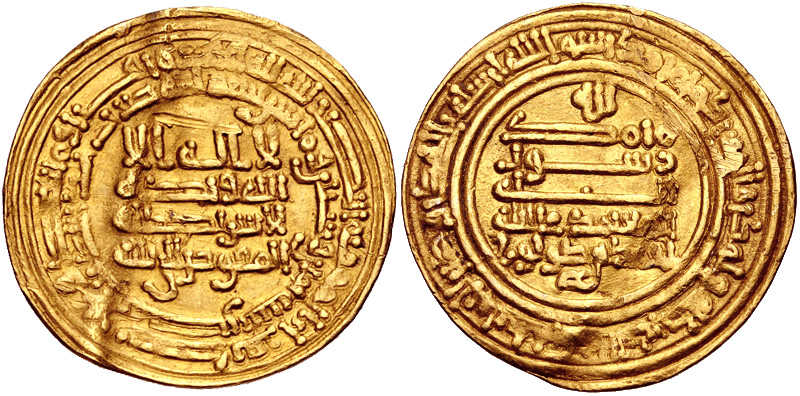
صورة لدينار أحمد بن طولون

#### الزراعة
بذل أحمد بن طولون قصارى جهده لتشجيع الزراعة وزيادة الإنتاج الزراعي، كما اهتم أحمد بن طولون بالرى إلى أبعد حدود حتى أنه لجأ للسخرة لتحسين وسائل الرى بتطهير نهر النيل، وشق الترع، وأقام الجسور، وأصلح التُّرَع والقنوات التي تروي الحقول، وأصلح السدود المحطمة، وحمى الفلاحين من ظلم جُباة الضرائب وتعسفهم، وقد خفض قيمة الخراج وربطه بمقدار المحصول سنوياً توخياً للعدل في جبايته؛ مما أدَّى إلى ازدياد مساحات الأرض المزروعة من جهة، ووصول أسعار الحبوب إلى أدنى مستوى.، حيث أمد الفلاحين بما يحتاجونه من البذور والآلات الزراعية، على أن تسترد أثمانها منهم بعد جنى المحصول وبيعه.، وقد قام أحمد بن طولون بإصلاح مقياس النيل بالروضة، الذي أقامه والي مصر أسامة بن زيد التنوخي سنة 96 هـ/ 715 لقياس ارتفاع منسوب مياه النيل، ثم جُدِّد هذا المقياس على أيام الخليفة المأمون العباسي سنة 199 هـ/ 814، ثم أُعِيد إنشاؤه زمن الخليفة المتوكل سنة 247 هـ/ 861 إلى أن قام أحمد بن طولون بإصلاحه، وما زال هذا المقياس موجودًا إلى اليوم في جزيرة الروضة.، وقد شيَّد أحمد بن طولون أيضا في الجنوب الشرقي من القطائع قناطر للمياه، وكان الماء يسير في عيونها إلى القطائع من بئر حفرة في أسفلها، وكان يرفع الماء من البئر إلى القناطر بواسطة ساقية، وقد بنيت هذه القناطر من نفس الآجُرّ الذي بُني منه الجامع الطولوني. لهذا يعتقد أن المهندس الذي شيدها هو نفس المهندس الذي شيد الجامع، ولا تزال بقية من هذه القناطر باقية إلى اليوم في حي البساتين بالقاهرة.

#### الصناعة
ازدهرت الصناعة في عهد أحمد بن طولون، ويأتي على رأس الصناعات التي اشتهرت بها مصر آنذاك صناعة النسيج، من ذلك صناعة الكتان التي اكتسبت أسواقًا جديدة، وكانت تُصنع أنواع مختلفة من الكتان في مصر السفلى في مدن تِنِّيس ودمياط ودَبِيق وشَطَا ودَمِيرة وغيرها، وفي مصر العليا في مدن الفيوم والبهنسا وإخميم. واشتُهِرَت مصر أيضًا بصناعة المنسوجات الصوفية، إضافة إلى المنسوجات المطرزة بالذهب والموشاة التي أنتجتها مدينة الإسكندرية عُرفت بجودتها العالية.

### الطب

#### البيمارستان
أنشأ ابن طولون بيمارستانًا سنة (259 هـ/ 872)؛ لمعالجة المرضى مجانًا دون تمييز بين الطبقات والأديان، وجعل العلاج فيه دون مقابل، وألحق به صيدلية لصرف الأدوية، فإذا دخل المريض المستشفى تنزع ثيابه وتقدَّم له ثيابٌ أخرى، ويودع ما معه من المال عند أمين المارستان، ويظل المريض تحت العلاج حتى يتم شفاؤه، وكانت دلالة شفاء المريض قدرته على أكل رغيف كامل ودجاجة، وعندئذٍ يُسمَح له بمغادرة المستشفى، وكان ابن طولون يتفقد المستشفى، ويتابع علاج الأطباء، ويشرف على المرضى.، وقد غرم على البيمارستان ستين ألف دينار

## ثورات قامت عليه
قامت على أحمد بن طولون الكثير من الثورات في عهده، ومنها:

### ثورات العلويين
1. ثورة بغا الأصغر: كان أول هذه الثورات ثورة بغا الأصغر، وهو أحمد بن محمد بن عبد الله طباطبا، الذي ترك العراق ونزل مع أتباعه في موضع بين الإسكندرية وبرقة يقال له الكنائس، وذلك في جمادى الأولى سنة 255 هـ/ 869، ثم اتجه بمجموعته إلى الصعيد، فأرسل إليه أحمد بن طولون جيشًا بقيادة بهم بن الحسين، وهزمه وأتى برأسه إلى الفسطاط[34][44]
2. ثورة ابن الصوفي العلوي: واسمه إبراهيم بن محمد بن يحيى بن عبد الله بن محمد بن عمر بن علي بن أبي طالب من سلالة علي بن أبي طالب، وقد ثار سنة 253 هـ/ 867 في مصر العليا، واستطاع الاستيلاء على إسنا في شهر ذي الحجة سنة 255 هـ/ أكتوبر 868، فنهبها وقتل جمعًا من أهلها. ولما استفحل خطره، سيَّر إليه ابن طولون جيشًا بقيادة أزداد فتغلب عليه ابن الصوفي، ومثَّل بقائده أشنع تمثيل، فبادر ابن طولون بإرسال جيشًا آخر بقيادة بهم بن الحسين، فاستطاع التغلب على ابن الصوفي الذي فرَّ إلى الصحراء الغربية وظل بها ما يقرب من أربع سنوات، ثم عاد في سنة 258 هـ/ 871 إلى الأشمونين؛ ليصطدم مع ثائر آخر في أسوان هو عبد الرحمن العمري ويُهزَم، ثم يغادر بعد خلاف بينه وبين أنصاره ويدخل بلاد البجة إلى أن يصل إلى ميناء عيذاب على البحر الأحمر ومنه إلى مكة[34][44]
3. ثورة العمري:[45] قلق ابن طولون من نشاط العمري(2)، فأرسل إليه جيشًا إلا أن هذا الجيش هُزِم، ثم آثر ابن طولون السلامة معه، بعد أن كتب له العمري أنه في مائة ألف أو يزيدون، ومن محاسن أقدار ابن طولون أن العمري لم يبقَ طويلاً؛ إذ قتله غلامان من قبيلة مُضَر، وحُمِلَ رأسُه إلى ابن طولون[34][46]

### ثورة أهل مدينة برقة
قام أهل مدينة برقة سنة 262 هـ بثورةٍ، وطردوا عامل ابن طولون عليها، فسيَّر إليهم ابن طولون جيشًا بقيادة لؤلؤ الذي اتَّبع معهم سياسة اللين في البداية غير أنهم لم يخضعوا له، فاضطر لؤلؤ إلى استخدام العنف معهم، وحاصرهم، وشدَّد عليهم حتى اضطُرُّوا إلى طلب الأمان، وفتحوا أبواب مدينتهم له، فدخلها وقبض على زعماء الثورة، وعيَّن عليهم واحدًا من مواليه، ثم عاد إلى مصر

### ثورة العباس بن أحمد بن طولون
خرج أحمد بن طولون إلى بلاد الشام في شعبان 264 هـ، واستخلف ابنه العباس على مصر، وضم إليه أحمد بن محمد الواسطي مدبرًا ووزيرًا له، لكن بطانة السوء أشارت على العباس إعلان العصيان على أبيه، والقبض على الواسطي الذي أرسل لابن طولون يُعلِمُه بما يحدث، ثم اتجه إلى برقة، ولما عاد ابن طولون إلى مصر استطاع أن يقبض على ابنه، وأن يضعه في السجن حتى مات في عهد أخيه خمارويه بن أحمد بن طولون، وقد أرسل ابن طولون إلى ابنه رسالة نصها
| أحمد بن طولون | من أحمد بن طولون مولى أمير المؤمنين إلى الظالم لنفسه، العاصي لربه، الملمِّ بذنبه، المفسد لكسبه، العادي لطوره، الجاهل لقدره... سلامٌ على كلِّ مُنِيب مستجيب تائب من قريب، قبل الأخذ بالكظم وحلول الفوات والندم، وأحمد الله الذي لا إله إلا هو حمدَ مُعْتَرِفٍ، له البلاءُ الجميل، والطَّوْلُ(3) الجليل، وأسأله مسألة مخلص في رجائه، مجتهد في دعائه، أنْ يُصَلِّي على محمد المصطفى، وأمينه المرتضى، ورسوله المجتبى. أَمَّا بَعْدُ؛ فإنَّ مثلك مثل: البقرة تُثِيرُ المُدْيَة(4) بقرنيها، والنملة يكون حتفها في جناحيها، وستعلم -هَبِلَتْكَ الهوابل(5)، أيُّها الأحمق الجاهل، الذي ثَنَى على الْغِيِّ عِطْفَهُ، واغترَّ بضجاج المواكب خلفه- أيَّ موردة هلكة بإذن الله تَوَرَّدْتَ، إذ على الله جلَّ وعزَّ تمرَّدْتَ وشردْتَ، فإنَّه تبارك وتعالى قد ضرب لك في كتابه مثلاً: ﴿وَضَرَبَ اللَّهُ مَثَلًا قَرْيَةً كَانَتْ آمِنَةً مُطْمَئِنَّةً يَأْتِيهَا رِزْقُهَا رَغَدًا مِنْ كُلِّ مَكَانٍ فَكَفَرَتْ بِأَنْعُمِ اللَّهِ فَأَذَاقَهَا اللَّهُ لِبَاسَ الْجُوعِ وَالْخَوْفِ بِمَا كَانُوا يَصْنَعُونَ ۝١١٢﴾ [النحل:112]. وإنَّا كنا نقرِّبك إلينا، وننسبك إلى بيوتنا؛ طمعًا في إنابتك، وتأميلاً لفيئتك، فلمَّا طال في الغي انهماكُكَ، وفي غمرة الجهل ارتباكك، ولم نَرَ الموعظة تُلِينُ كبدكَ، ولا التذكير يُقِيمُ أَوَدَكَ، لم تكن لهذه النسبة أَهْلا، ولا لإضافتكَ إلينا موضعًا ومَحَلاّ، بل لا نُكَنَّى بأبي العباس إلاَّ تَكَرُّهًا، وطمعًا بأنْ يَهَبَ الله منك خَلَفًا، نُقَلِّده اسمكَ، ونُكَنَّى به دُونَكَ، ونَعُدُّكَ كنت نسيًا منسيّا، ولم تكُ شيئًا مقضيّا، فانظرْ -ولا نظر بكَ- إلى عار نسبته تقلَّدْتَ، وسخط من قِبَلِنَا تعرَّضْتَ. واعلم أنَّ البلاء -بإذن الله- قد أظلَّك، والمكروه -إن شاء الله- قد أحاط بك، والعساكر -بحمد الله- قد أتتك، كالسيل في الليل، تؤذنك بحرب وبويل، فإنا نُقْسِم -ونرجو أن لا نجور ونظلم- أن لا نُثني عنك عِنَانا، ولا نُؤْثِر على شانك شانا، ولا تتوقل(6) ذروة جبل ولا تَلِجْ بطنَ وادٍ إلاَّ جعلناكَ -بحول الله وقوَّته- فيهما وطلبناكَ، حيث أمَّمْتَ منهما منفقِينَ فيك كلَّ مال خطير، ومستصغرين بسببكَ كل خطب جليل، حتى تستمرَّ من طعم العيش ما استحليتَ، وتستدفعَ مِن البلايا ما استدعيتَ، حين لا دافع بحول الله عنك، ولا مزحزح لنا عن ساحتك، وتعرفَ من قدر الرخاء ما جَهِلْتَ، وتودَّ أنك هُبِلْتَ، ولم تكن بالمعصية عَجِلْتَ، ولا رأي مَن أَضَلَّكَ من غُوَاتِكَ(7) قَبِلْتَ، فحينئذ يَتَفَرَّى لك الليل عن صُبْحِهِ، ويُسْفِرُ لك الحقُّ عن مَحْضِهِ، فتنظر بعينين لا غِشَاوَةَ عليهما، وتسمعُ بأذنين لا وَقْرَ فيهما، وتَعْلَم أنَّك كنتَ متمسِّكًا بحبائل غرورٍ، متماديًا في مقابح أمورٍ، من عقوق لا ينام طالبه. وأمَّا ما مَنَّيْتَنَاهُ من مصيرك إلينا في حشودك وجموعك، ومن دخل في طاعتك، لإصلاح عملنا ومكافحة أعدائنا، بأمر أظهروا فيه الشماتة بنا، فما كان إلاَّ بسببِكَ، فأَصْلِحْ أيُّها الصبي الأخرق أَمْرَ نفسكَ، قبل إصلاحك عَمَلَنَا، واحزم في أمرك قبل استعمالك الحزم لنا، فما أحوجنا الله -وله الحمد- إلى نصرتك ومُوَازَرَتِكَ، ولا اضطررنا إلى التَّكَثُّرِ بك على شقاقك ومعصيتك، {وَمَا كُنْتُ مُتَّخِذَ الْمُضِلِّينَ عَضُدًا} [الكهف: 51]. وليت شعري على مَن تَهَوَّل بالجنود، وتمَخْرَق (8) بذكر الجيوش، ومن هؤلاء المسخرون لك الباذلون دماءهم وأموالهم وأديانهم دونك دون رزق ترزقهم إيَّاه، ولا عطاء تُدِرُّه عليهم، فقد علمت إنْ كان لك تمييز، أو عندك تحصيل، كيف كانت حالك في الوقعة التي كانت بناحية أطرابُلُس(9)، وكيف خذلك أولياؤك والمرتزقة معك، حتى هُزِمْتَ، فكيف تغترُّ بمن معك من الجنود، الذي لا اسم لهم معكَ، ولا رزق يجري لهم على يدكَ، فإن كان يدعوهم إلى نصرتك هيبتكَ، والمداراة لك والخوف من سلطانكَ، فإنهم ليجذبهم أضعاف ذلك مِنَّا، ووجودهم من البذل الكثير والعطاء الجزيل عندنا، ما لا يجدونه عندك، وإنهم لأحرى بِخَذْلِكَ، والميل إلينا دونك. ولو كانوا جميعًا معك، ومقيمين على نصرتك، لرجونا أن يُمَكِّن الله منك ومنهم، ويجعل دائرة السَّوْءِ عليك وعليهم، ويُجْرِينا من عادته في النصر وإعزاز الأمر على ما لم يزل يتفضَّل علينا بأمثاله، ويتطوَّل بأشباهه. فما دعاني إلى الإرجاء لك، والتسهيل من خناقك، والإطالة من عِنَانِكَ، طُولَ هذه المدَّة إلاَّ أمران: أغلبهما كان على احتقار أمرك واستصغاره، وقلَّة الاحتفال والاكتراث به، وإنِّي اقتصرت من عقوبتك على ما أخلقته بنفسك من الإباق(10) إلى أقاصي بلاد المغرب شريدًا عن منزلك وبلدكَ، فريدًا من أهلك وولدكَ. والآخر أني علمتُ أنَّ الوحشة دَعَتْكَ إلى الانحياز إلى حيث انحزتَ إليه، فأردتُ التسكين من نفارك، والطمأنينة من جأشك(11)، وعملتُ على أنك تحنُّ إلينا حنين الولد، وتَتُوقُ(12) إلى قُرْبِنَا تَوَقَانَ ذي الرحم والنسب، فإنَّ في رفقنا بك ما يعطفك إلينا، وفي تآخينا إيَّاك ما يردُّك علينا، ولم يَسْمَعْ مِنَّا سامع في خلاء ولا ملأ انتقاصًا بك، ولا غضًّا(13) منك، ولا قدحًا فيك؛ رقَّةً عليك واستتمامًا لليد عندك، وتأميلاً لأن تكون الراجع من تلقاء نفسك، والموفَّق بذلك لرُشدك وحظَّك. فأمَّا الآن مع اضطرارك إيَّاي إلى ما اضطررتني إليه من الانزعاج نحوك، وحبسك رسلي، النافذين بعهد كثير إلى ما قبلك، واستعمالك المواربة والخداع فيما يجري عليه تدبيرك، فما أنت بموضع للصيانة، ولا أَهْلٌ للإبقاء والمحافظة، بل اللعنة عليك حالَّةْ، والذمَّة منك بَرِيَّةْ، واللهُ طالِبُكَ ومؤاخِذُكَ بما استعملت من العقوق والقطيعة والإضاعة لرحم الأبوَّة، فعليك -مِنْ ولد عاقٍّ شاقٍّ- لعنة الله ولعنة اللاعنين والملائكة والناس أجمعين، ولا قَبِلَ اللهُ لك صرفًا ولا عدلاً، ولا ترك لك مُنْقَلَبًا ترجع إليه، وخذلك خذلان مَن لا يُؤْبَهُ له وأثكلك، ولا أمهلك، ولا حاطك، ولا حفظك. فوالله لأستعملنَّ لَعْنَكَ في دُبُرِ كلِّ صلاة، والدعاءَ عليك في آناء الليل والنهار والغدو والآصال، ولأكتبنَّ إلى مصر وأجناد الشامات والثغور وقِنَّسْرِينَ(14) والعواصم(15)، والجزيرة والحجاز ومكة والمدينة كتبًا تُقْرَأُ على منابرها فيك باللعن لك، والبراءة منك، والدلالة على عقوقك وقطيعتك، يتناقلها آخِرٌ عن أوَّل، ويأثرها غابر عن ماضٍ، وتُخَلَّد في بطون الصحائف، وتحملها الركبان، ويُتَحَدَّثُ بها في الآفاق، وتلحق بها وبأعقابك عارًا ما اطَّرد الليل والنهار، واختلف الظلام والأنوار. فحينئذ تَعْلَمُ -أيُّها المخالف أمر أبيه، القاطعُ رحمه، العاصي ربَّه- أيَّ جناية على نفسك جنيتَ، وأيَّ كبيرة اقترفتَ واجتنيتَ، تتمنَّى لو كانت فيك مُسْكَةْ(16)، أو فيك فَضْلُ إنسانيَّةْ، أنَّك لم تكن وُلِدْتَ، ولا في الخلق عُرِفْتَ، إلاَّ أنْ تُراجِع من طاعتنا والإسراع إلى ما قِبَلِنَا خاضعًا ذليلاً كما يلزمك، فنُقيم الاستغفار مقام اللعنة، والرقَّة مقام الغلظة، والسلام على من سمع الموعظة فوعاها، وذَكَرَ الله فاتَّقاه إن شاء الله تعالى | أحمد بن طولون |

## علاقته مع دول الجوار

### علاقته مع الخلافة العباسية

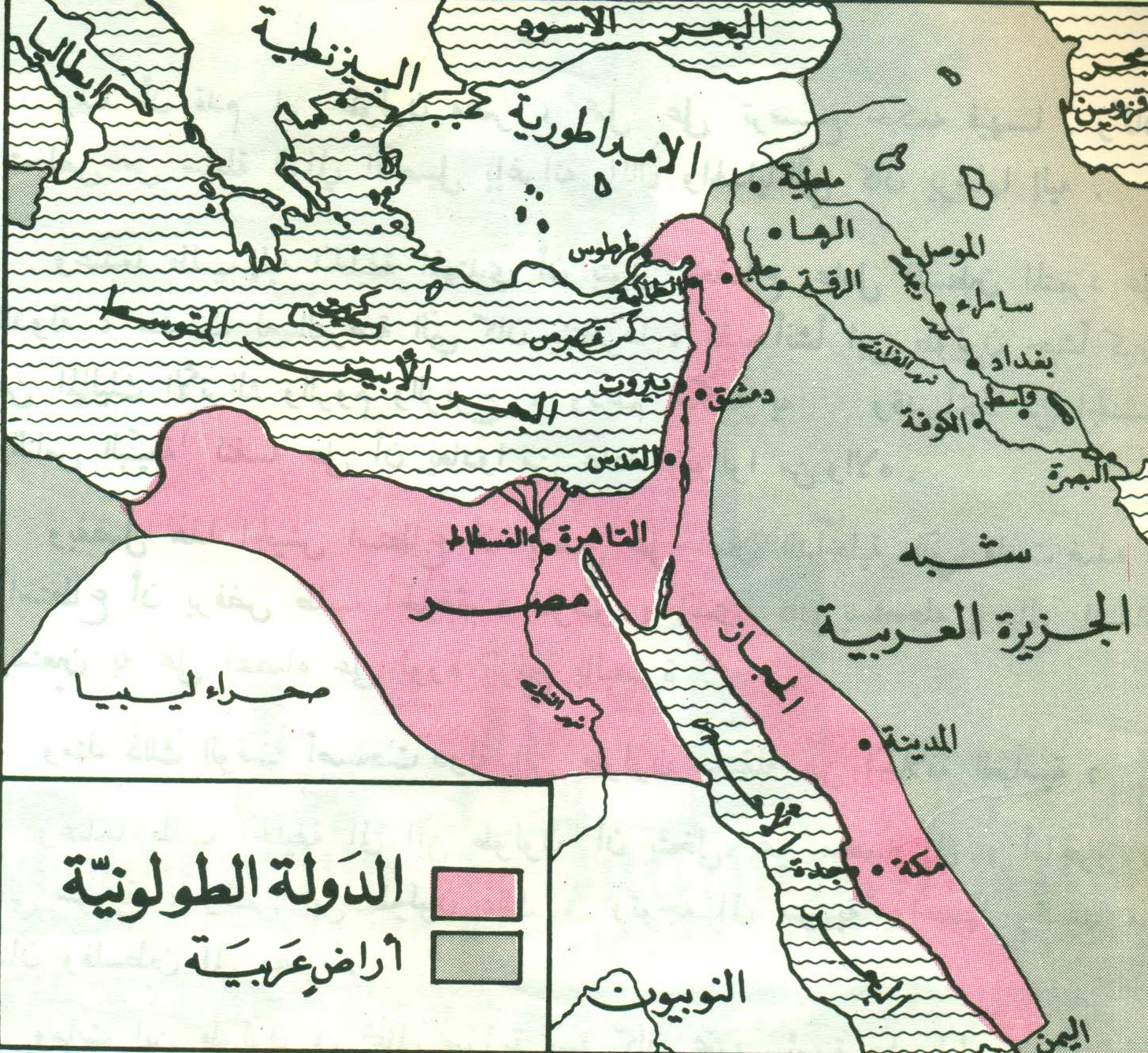
الدولة الطولونيَّة (بالوردي) وما جاورها من أراضٍ عبَّاسيَّة (بالرمادي).

اعترف أحمد بن طولون بالسُلطة الروحيَّة للخليفة العبَّاسي بِصفته خليفة المُسلمين أجمعين، واستمرَّ بالدُعاء له على منابر المساجد في مصر والشَّام. وكان عكس الكثير من الأُمراء والقادة التُرك، يكّنُ الاحترام والتقدير والتبجيل لِمنصب الخليفة، انطلاقًا من تربيته العسكريَّة الدينيَّة وولائه للإسلام. إلَّا أنَّه وعلى الرُغم من ذلك، كانت العلاقة بين الطولونيين والعبَّاسيين أقرب إلى الحرب الباردة نتيجة الدسائس التي كان يُحيكُها الساسة العبَّاسيين ضدَّ ابن طولون ومن بعده ابنه خُمارويه في دار الخِلافة. ولعلَّ أخطر من واجه ابن طولون من العبَّاسيين كان الأمير أبي أحمد طلحة أخي الخليفة المُعتمد، الذي سيطر على الشُؤون العامَّة في دار الخِلافة، وقاد حركةً إصلاحيَّةً بِهدف النُهوض بالسُلطة المركزيَّة وتقوية قبضتها على ولاياتها ومن بينها مصر، بالإضافة إلى حرصه على أن تبقى مع الشَّام خالصتين له من دون مُنافس بِفعل خيراتهما ونظرًا لِأهميتهما السياسيَّة والاقتصاديَّة، لِذلك سعى جادًا إلى القضاء على الإمارة الطولونيَّة التي انفصلت عن الإدارة المركزيَّة في بغداد واستقلَّت بِحُكم مصر وبدأت تتطلَّع نحو الشَّام. ومن جهته نهض أحمد بن طولون لِلدفاع عن حُقوقه المُكتسبة في مصر، فتصدَّى لِأكبر قُوَّة في الدولة العبَّاسيَّة، وهي ليست قُوَّة الخليفة الذي ربتطه به صلاتٌ ومصالحٌ مُشتركة، وإنما هي قُوَّة المُوفق طلحة، وظهر التنافس والنزاع واضحًا بينهما. استمرَّ الخلاف قائمًا بين المُوفَّق وابن طولون حتَّى السنوات الأخيرة من حياة الأخير، وأصل هذا النزاع أن الخلافة العباسية في بغداد كانت تموج بفتنة كبيرة تكاد تعصف بالعباسيين، وهي ثورة الزنج من العبيد الأحباش الذين تمردوا على أمرائهم الأتراك المسيطرين على كل أمور الخلافة. وكانت الغلبة للزنوج في معاركهم مع العباسيين في بادئ الأمر، ولكن الخليفة المعتمد قام بحشد كل موارد الدولة لحرب الزنج وقاد أخوه الموفق طلحة الحرب عليهم، ولكن الموفق طلحة استبد بالأمر من دون الخليفة وأصبح الآمر الناهي. لذلك عقد الخليفة المعتمد اتفاقاً سرياً مع أحمد بن طولون ينتقل بمقتضاه إلى مصر وينقل مركز الخلافة العباسية إليها بعيداً عن استبداد الموفق وثورات الزنوج والعلويين والخوارج، ولكن تفاصيل الاتفاق وقعت في يد الموفق، فقام بحبس أخيه الخليفة وقطع الاتصال معه. كما أنه بدأ يكيد لأحمد بن طولون في مصر، وأمر بلعنه على المنابر، وفي إحدى المرات اتهم الموفق أحمد بن طولون بقلة المال المرسل إليه، فأرسل إليه ابن طولون يُجِيبُه على اتِّهامه إيَّاه بقلَّة المال المرسل إليه: 
| أحمد بن طولون | وصل كتاب الأمير -أيَّده الله- وفَهِمْتُه، وكان -أسعده الله- حقيقًا بحُسْنِ التخيُّر له في اختياره مثلي، وتصيير عمدته التي يعتمد عليها، وسيفه الذي يصول به، وسنانه الذي يتَّقِي الأعداء بحدِّه، لأني دَأَبْتُ في ذلك وجعلتُه وَكْدِي(17)، فاحتملتُ الكُلَف(18) العظام، والمؤن الثقال، باجتلاب كلِّ موصوف بشجاعة، واستدعاء كلِّ منعوت بغناء وكفاية، بالتوسعة عليهم، وتوصُّل الصلات والمعاون لهم، صيانة لهذه الدولة، وذبًّا عنها، وحسمًا لأطماع الشانئين لها، والمنحرفين عنها، وكان من هذا سبيله في المولاة، ومَحِلَّه في المناصحة، حريًّا أن يُعْرَفَ له حقُّه، ويوفر من الإعظام قدره، ومن كل حال جليلة حظُّه ومنزلته، فعُومِلْتُ بضدِّ ذلك من المطالبة بحمل المال مرَّة، والجفاء في المخاطبة أخرى، بغير حال توجب ذلك، ثم أُكَلَّفُ على الطاعة جُعْلاً(19)، وأُلْزَم للمناصحة ثمنًا، وعَهْدِي بمَن استدعى ما استدعاهُ الأميرُ من طاعةٍ أن يَستدعِيَ ذلك بالبذل، والإعطاء، والإرغاب، والإرضاء، والإكرام، لا أن يُكَلِّفَ ويُحَمِّل مَنْ أَطَاعَهُ مئونة وثقلاً. على أنِّي لا أعرف السبب الذي ينتج الوحشة، ويوقعها بيني وبين الأمير-أيَّده الله- ولا ثَمَّ(20) معاملة تُوقِع مشاجرة أو تُحْدِثُ منافرة؛ لأن العمل الذي أنا بسبيله لغيره، والمكاتبة في أموره إلى سواه، وتقليدي ليس من قِبَلِهِ ولا ولايته، فإنَّه والأمير جعفر المفوَّض -أيَّدهما الله- قد اقتسما الأعمال، وصار لكلِّ واحد منهما قسم قد انفرد به دون صاحبه، وأُخِذَتْ عليه البيعة فيه، وأنَّ من نقض عهده، أو أَخْفَرَ(21) ذِمَّته، ولم يَفِ لصاحبه بما أَكَّدَ على نفسه فالأُمَّةُ بريئة من بيعته، وفي حِلٍّ وسَعَةٍ من خلعه، والذي عاملني به الأمير -من محاولة صرفي مرَّة، وإسقاط رسمي أخرى، وما يأتيه ويَسُومنيه(22)- ناقضٌ لشرطه، مفسدٌ لعهده، وقد التمس أوليائي وأكثروا عليَّ الطلب في إسقاط اسمه، وإزالة رسمه، فآثرتُ الإبقاء وإن لم يُؤْثِروه، واستعملتُ الأناة إذ لم تُستعمل معي، ورأيت الاحتمال والكظم أشبه بذوي المعرفة والفهم، وأدنى إلى الظفر والنصر، فصبَّرْتُ نفسي على أحرّ من الجمر، وأمرّ من الصبر، وما لا يتَّسع له الصدر، والأمير -أيَّده الله- أَوْلَى مَن أعانني على ما أُوثِرُه من لزوم عهده، وأتوخَّاه من تأكيد عقده، بحُسْنِ العشرة والإنصاف، وكفِّ الأذى والمضرَّة، ولا يضطرني إلى ما لا يعلم الله كُرْهِي له، وإلى أن أجعل ما قد أعدَدْتُه لحياطة الدولة -من الجيوش المتكاثفة، والعساكر المتضاعفة، التي قد ضُرِّسَتْ(23) رجالها من الحروب، وجَرَتْ عليهم مِحَنُ الخطوب- مصروفًا إلى نقضها، فعندنا وفي حيِّزِنا مَن يرى أنه أحقُّ بهذا الأمر من الأمير، ولو أَمِنُونِي على أنفسهم -فضلاً عن أن يرجعوا منِّي إلى مَيْلٍ لهم، أو قيام لنصرتهم- لاشتدَّتْ شوكتهم، ولصعب على السلطان معاركتهم، والأمير يعلم أن بإزائه منهم واحدًا(24) قد كبر عليه، وفضَّ كل جيش أنهض إليه، على أنه لا ناصر له إلاَّ لفيف البصرة وأوباش عامَّتها، فكيف بمن يجد ركنًا منيعًا، وناصرًا مطيعًا، وما مثل الأمير في أصالة رأيه قصد لمائة ألف عِنَان عدَّة له، فجعلها عُدَّة عليه بغير ما سبب أوجب ذلك، فإن يكن من الأمير اعتاب أو رجوع إلى ما هو أشبه به وأَوْلَى، وإلاَّ رجوت من الله كفاية أمره، وحسم مادَّة شرِّه، وإجرائنا في الحياطة على أجمل عادته عندنا، والسلام. | أحمد بن طولون |

 ولم يُفلح أيٌّ منهما في القضاء على الآخر، فاتجها إلى تحسين الأجواء بينهُما وإصلاح ما فسد، فأسقطا اللعن والسُباب من على المنابر، وكادت الخِلافة أن تعترف بِشرعيَّة حُكم ابن طولون لولا موته.

### مع الإمبراطوريَّة البيزنطيَّة

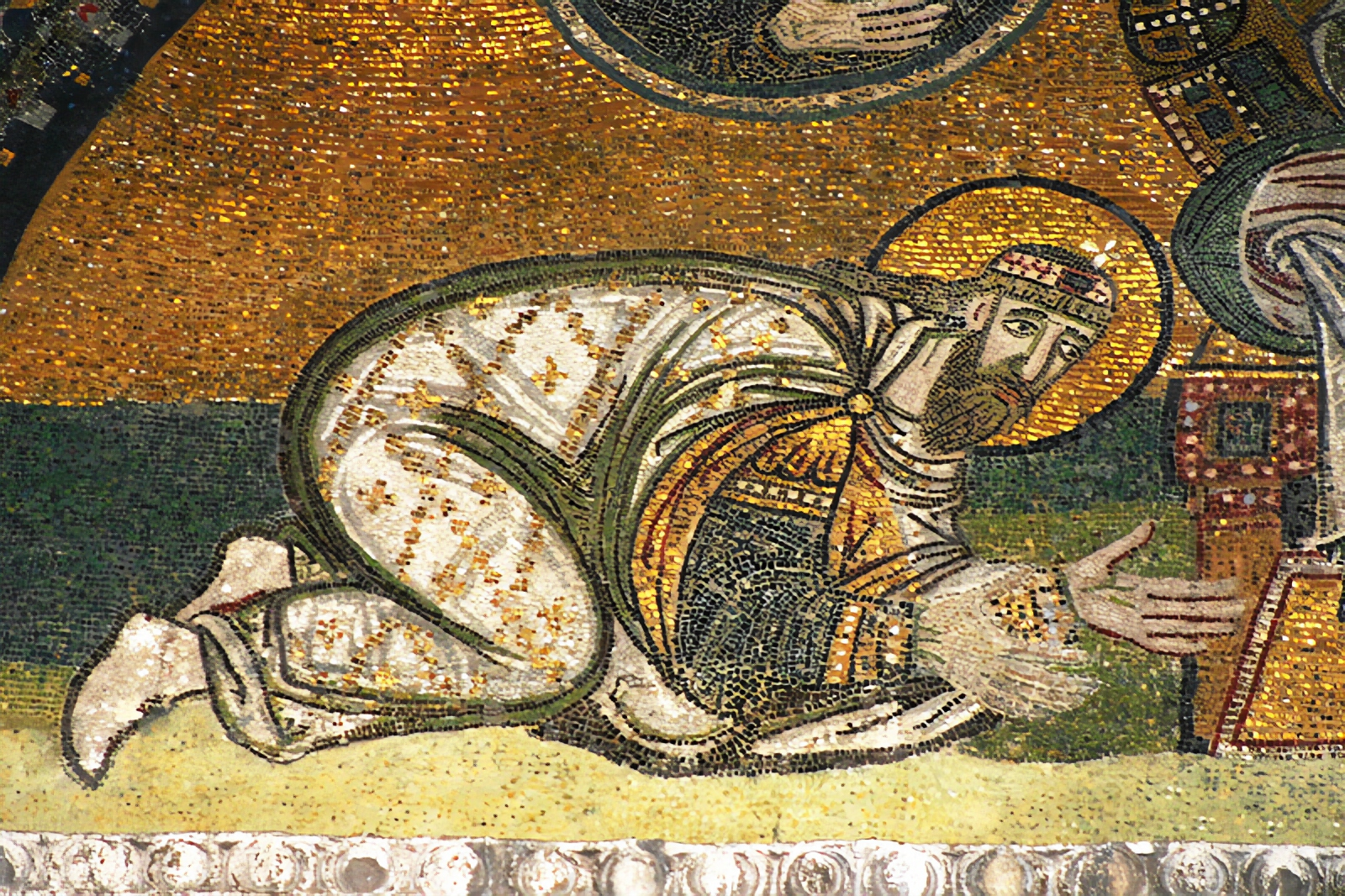
لوحة فُسيفسائيَّة لِقيصر الروم الإمبراطور ليو السَّادس الحكيم في آيا صوفيا، الذي عاصر الدولة الطولونيَّة حتَّى انهيارها، وشهد عهده تقدُّم المُسلمين على حساب الروم في الأناضول.

اتسمت العلاقة بين الطولونيين والبيزنطيين بالعدائيَّة مُنذُ أن كان أحمد بن طولون أميرًا على الثُغور، فقد طمع البيزنطيّون باستعادة سيطرتهم على تلك المنطقة من الأناضول، وطرد المُسلمين منها، خُصوصًا بعد أن دبَّ الضعف في جسم الدولة العبَّاسيَّة، وتراجعت هيبة الخلافة وسيطر القادة العسكريّون على مقاليد الأُمور. وقد تمكَّن البيزنطيّون من السيطرة على بضعة حُصون وبلدات حُدوديَّة غير أنَّهم لم يتقدموا أكثر من ذلك. ولم تكن لِبيزنطة في عهد الإمبراطور ليو السَّادس (273 - 299هـ \ 886 - 912م) من القُوَّة ما تستطيع به مُواجهة المُسلمين في الشرق والغرب، لِذلك حاول هذا الإمبراطور التقرُّب من مملكة أرمينية والتحالف معها لِمُواجهة المُسلمين على الجبهة الشرقيَّة، لكن ما حدث من نُشوب النزاع بين البيزنطيين بِسبب مُشكلة زيجات الإمبراطور جعل الصراع بين المُسلمين والبيزنطيين شاقًا وصعبًا. ففي الأربع عشرة سنة الأولى من حُكم ليو السَّادس تعرَّضت الإمبراطوريَّة لِهزائم عديدة في الشرق عند أبواب قيليقية وفي غربها، حيثُ أدَّى انتصارُ المُسلمين إلى أن يزحفوا على امتداد الساحل وأن يتوغلوا في جوف آسيا الصُغرى.

## مواقف في حياته

### أحمد بن طولون والصياد
وقد ورد في سيرة أحمد بن طولون لابن الدَّاية أنه ركب ذات يوم قاربه فاجتاز به شاطئ النيل فوجد شيخًا صيادًا عليه ثوب خلق لا يواريه، ومعه صبي في مثل حاله من العُرْي وقد رمى الشبكة في البحر. فرثى لهما أحمد بن طولون، وقال لنسيم الخادم: «يا نسيم، ادفع إلى هذا الصياد عشرين دينارًا». ثم رجع ابن طولون عن الجهة التي كان قصدها واجتاز موضع الصياد (في رحلة العودة) فوجده ملقى على الأرض وقد فارق الدنيا والصبي يبكي ويصيح، فظن ابن طولون أن شخصًا قتله وأخذ الدنانير منه، فوقف بنفسه عليه وسأل الصبي عن خبره فقال الصبي: «هذا الرجل ـ وأشار إلى نسيم الخادم ـ وضع في يد أبي شيئا ومضى، فلم يزل أبي يقلبه من يمينه إلى شماله ومن شماله إلى يمينه حتى سقط ميتًا». فقال ابن طولون لغلمانه: «فتشوا الشيخ»، ففتشوه فوجدوا الدنانير معه، وأراد ابن طولون أن يعطي الدنانير إلى الصبي فأبى، وقال: «أخاف أن تقتلني كما قتلت أبي». فقال أحمد بن طولون لمن معه: «الحق معه، فالغِنَى يحتاج إلى تدريج وإلا قَتَل صاحبَه».

### أحمد بن طولون وابنه العباس
أما عبد الله بن القاسم كاتب العباس بن أحمد بن طولون؛ فقال: بعث إلى أحمد بن طولون ذات مرة بعد أن مضى من الليل نصفه، فوافيته وأنا منه خائف مذعور، ودخل الحاجب بين يدي وأنا في أثره حتى أدخلني إلى بيت مظلم، فقال لي: سلّم على الأمير، فسلّمت، فقال لي ابن طولون من داخل البيت وهو في الظلام: لأي شيء يصلح هذا البيت؟ قـلت: لـلفـكر. قال: ولـم؟ قلت: لأنّه ليس فيه شيء يشغل الطرف بالنظر فيه. قال: أحسنت! امض إلى ابني العباس، فقل له: يقول لك الأمير اغد علي، وامنعه من أن يأكل شيئا من الطعام إلى أن يجيئني فيأكل معي. فقلت: السمع والطاعة. وانصرفت، وفعلت ما أمرني به، ومنعته من أن يأكل شيئا، وكان العباس قليل الصبر على الجوع، فرام أن يأكل شيئا يسيرا قبل ذهابه إلى أبيه، فـمنعته، فركب إليه، وجلس بين يديه، وأطال ابن طولون عمدا، حتى علم أن العباس قد اشتد جوعه وأحضرت مائدة ليس عليها إلّا البوارد من البقول المطبوخة، فانهمك العباس في أكلها؛ لشدة جوعه، حتى شبع من ذلك الطعام، وأبوه متوقف عن الانبساط في الأكل، فلّما علم بأنّه قد امتلأ من ذلك الطعام، أمرهم بنقل المائدة وأحضر كل لون طيّب من الدجاج والبط والجدي والخروف فانبسط أبوه في جميع ذلك فأكل، وأقبل يضع بين يدي ابنه منه، فلا يمكنه الأكل لشبعه، قال له أبوه: إنني أردت تأديبك في يومك هذا بما امتحنتك به، لا تلق بهمّتك على صغار الأمور بأن تسهل على نفسك تناول يسيرها فيمنعك ذلك من كبارها، ولا تشغل بما يقل قدره فلا يكون فيك فضل لما يعظم قدره.

## وفاته
توفي أحمد بن طولون في 10 ذو القعدة 270 هـ الموافق 10 مايو 884، كان سبب موته أن بازمار الخادم استطاع أن يستولي على حكم طرطوس التابعة لسلطان ابن طولون، وقام بالقبض على نائب ابن طولون فيها، وعصى ابن طولون وأظهر له الخلاف، فجمع أحمد بن طولون العساكر وسار إليه، فلما وصل كاتبه وراسله يستميله، فلم يلتفت إلى رسالته، فسار إليه ابن طولون، ونازله وحاصره، فخرق بازمار نهر البلد على موقع عساكر ابن طولون، فكاد الناس يهلكون، فرحل أحمد مغيظًا حنفًا، وأرسل إلى بازمار: «إنني لم أرحل إلا خوفاً أن تنخرق حرمة هذا الثغر فيطمع فيه العدو»، فلما عاد إلى أنطاكية أكل لبن الجواميس، فأكثر منه، فأصابه منه هيضة،(1) وكان الأطباء يعالجونه، فلم ينجح الدواء، فتوفي. وخلفه ابنه خمارويه وأطاعه القادة، وعصى عليه نائب أبيه بدمشق. وقد أولى اهتمامًا بالجيش، وعني عناية خاصة بفرقة «المختارة»، ولذلك لقب بأبي الجيوش.

## قيل عنه
- أثنى عليه ابن الأثير قائلاً : «وكان عاقلاً حازمًا، كثير المعروف والصدقة، متدينًا، يحب العلماء وأهل الدين، وعمل كثيرًا من أعمال البر ومصالح المسلمين.»[58]
- وقال عنه شمس الدين الذهبي:[59] «كان بطلًا شجاعًا، مقدامًا مهيبًا، سائسًا، جوادًا، ممدحًا، من دهاة الملوك.»

### انتقادات وجهت له
وجهت لابن طولون عدة انتقادات، منها استقلاله عن الخلافة العباسية، ومنها كثرة سفكه للدماء، فيقول عنه الذهبي: «لكنه جبار، سفاك للدماء.»، فيُروى أن من قتلهم ابن طولون أو ماتوا في سجنه فبلغوا ثمانية عشر ألفًا. فيصفه مصطفى صادق الرافعي في كتابه من وحي القلم بقوله: «كان له يد مع الملائكة ضارعة، ويد مع الشياطين ضاربة»، وتشتهر قصته مع بنان الحمال الذي ألقاه إلى الأسد، فيروي ابن قتيبة الدينوري: «ولما ذهب شيخك أبو الحسن بنان إلى ابن طولون يعظه، وينهاه عن هذه النكراء، طاش عقل الحاكم، فأمر من توه بإلقاء الشيخ إلى الأسد.» ويقول أبو علي الروذباري: «كان سبب دخولي مصر حكاية بنان الحمال، وذلك أنه أمر ابن طولون بالمعروف فأمر به أن يلقى بين يدي سبع، فجعل السبع يشمه ولا يضره، فلما أخرج من بين يدي السبع قيل له: ما الذي كان في قلبك حيث شمك؟ قال: كنت أتفكر في سؤر السباع ولعابها.»